# Amerikansk sultanhöna
Amerikansk sultanhöna (Porphyrio martinicus) är en amerikansk fågel i familjen rallar inom ordningen tran- och rallfåglar.

## Utseende
Amerikansk sultanhöna är en rörhönelik fågel med röd gulspetsad näbb, men saknar vit linje utmed sidan av kroppen, har längre ben samt är mättat ultramarinblå med en grönaktig ovansida. Näbbskölden är blågrå. Den är lik den afrikanska arten mindre sultanhöna (P. alleni), men är större, har helvita undre stjärttäckare och gula istället för röda ben.

## Läten
Lätena är varierade, men aldrig gnälliga inslag som hos amerikansk rörhöna. Typisk är en rytmisk serie med långsamma, nasala och tutande ljud: "pep pep pep pePAA pePAA pePAA".

## Utbredning
Fågeln förekommer lokalt från södra USA till norra Argentina och Västindien. Arten är en förmåga att sprida sig långa avstånd. Den har påträffats långt söderut till Tierra del Fuego men också tagit sig upprepade tillfällen över Atlanten till i Europa, med fynd främst i portugisiska ögruppen Azorerna, men också i egentliga Portugal, Madeira, Storbritannien, Irland, Kanarieöarna, Island, Italien och Norge.

## Systematik
Tidigare placerades amerikansk sultanhöna tillsammans med mindre sultanhöna och azursultanhöna i det egna släktet Porphyrula. Detta inkluderas numera i Porphyrio. Den behandlas som monotypisk, det vill säga att den inte delas in i några underarter.

## Levnadssätt
Amerikansk sultanhöna hittas i våtmarker med växtlighet, där den ses promenera runt kanterna eller i vegetationen, till och med upp i träd. Den simmar sällan.

## Status och hot
Arten har ett stort utbredningsområde och en stor population, men tros minska i antal, dock inte tillräckligt kraftigt för att den ska betraktas som hotad. Internationella naturvårdsunionen IUCN kategoriserar därför arten som livskraftig (LC).